# Brunnby sluss

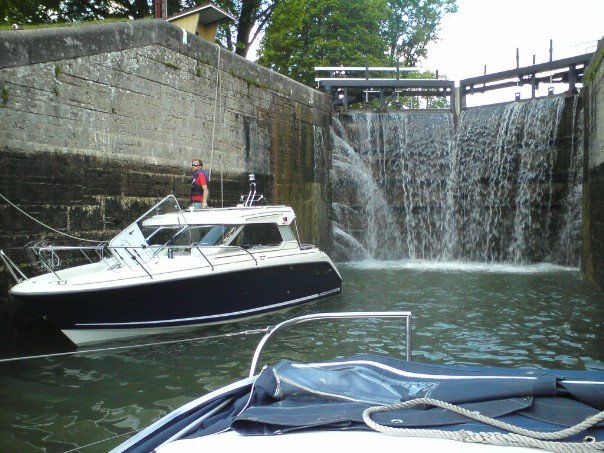
Brunnby sluss 2009

Brunnby är en dubbelsluss på den östgötska delen av Göta kanal, belägen nära Berg. Slussen är kanalens smalaste och kortaste sluss; 34,85 meter lång och 7,18 meter bred. 
Det sägs att slussen är just kortast och smalast därför att slussens byggherre inte drog jämnt med Baltzar von Platen och därför valde att jävlas med honom genom att bygga en lite mindre sluss och på så vis begränsa storleken på de fartyg som kan färdas på kanalen.